# Sandersdorf (Altmannstein)
Sandersdorf je v Schambachském údolí ležící obec, čítající zhruba tisíc obyvatel. Tato obec spadá pod Altmannstein v zemském okrese Eichstätt (Německo).

## Historie
Sandersdorf je poprvé zmíněn roku 1137 při založení kláštera Schamhaupten. Za třicetileté války byli zámek i celá obec zničeni.

## Spolky
- Společenství obyvatel Sandersdorf
- Dobrovolní hasiči Sandersdorf
- Královský privilegovaný hasičský spolek Sandersdorf
- 1. FC Sandersdorf
- Goaßclub Sandersdorf
- Boccia-Club Sandersdorf

## Průmysl
- zámecký pivovat Sandersdorf, založený roku 1550, celosvětový export

## Partnerská obec
- obec Sandersdorf v Sasku-Anhaltsku

## Pamětihodnosti
- zámek Sandersdorf
- kostel Neposkvrněné Panny Marie (Sandersdorf)

## Významní rodáci
- Ferdinand Seiler (* 1962), tenor, docent a učitel zpěvu

## Škola
- obecná škola (základní škola pro první stupeň)